# 9130 Galois
9130 Galois este o planetă minoră (asteroid) din centura de asteroizi. A fost descoperită pe 25 aprilie 1998 la Observatorul European Austral de Eric Walter Elst și a fost numită după Évariste Galois. 
Obiectul prezintă o orbită caracterizată de o semiaxă mare de 2,3659526 UAi, o excentricitate de 0,22, o înclinație de 1,63391 ° în raport cu ecliptica.